# Fragile (Paolo Meneguzzi)
Fragile è un brano di Paolo Meneguzzi, pubblicato in download digitale ed in radio il 21 settembre 2012 come primo estratto dall'album Zero.

## Il brano
Meneguzzi canta l'amore in modo nuovo, scavando nel profondo e con un approccio più consapevole: nel brano trovano spazio le fragilità dell'essere umano con tutti i suoi limiti e le sfaccettature, ma anche tutta la forza e l'energia che spingono ad andare avanti. Il parlato-rap e la melodia il sound che caratterizzano Fragile.

## Il video
Un video che unisce immagini di vita reale a sequenze nuove girate sotto la regia di Mike Colemberger. Dice infatti il cantante: «Fragile è una storia vera, e anche quello che vedrete nella clip è realmente accaduto senza finzioni, filtri o inganni apro a voi la mia vita, le mie emozioni e vi presento.»